# Tornade
Tornade (titlu original: Twisters) este un film cu dezastre din 2024 regizat de Lee Isaac Chung, după un scenariu de Mark L. Smith și Joseph Kosinski. În rolurile principale sunt actorii Daisy Edgar-Jones, Glen Powell și Anthony Ramos. Este o coproducție a Universal Pictures și Amblin Entertainment și este continuarea-reboot a filmului dezastru Twister (1996) regizat de Jan de Bont, cu Helen Hunt și Bill Paxton în rolul vânătorilor de furtuni în urmărirea unei tornade uriașe în Oklahoma.

## Sinopsis
Kate Cooper și echipa ei urmăresc o tornadă. Tornada cuprinde și ucide echipa lui Kate. Drept urmare, Kate începe să lucreze ca meteorolog în New York și nu poate uita accidentul. Îndemnată de prietenul său Javi, ea pleacă din nou pentru a încerca un nou sistem de urmărire a furtunii. Pe teren, se întâlnește cu Tyler Owens, fermecătorul, dar nesăbuit superstar al rețelelor de socializare care își câștigă existența postând aventurile sale de vânător de furtuni. Pe măsură ce sezonul furtunilor se intensifică, Kate, Tyler și echipele lor concurente luptă pentru viața lor, în timp ce mai multe cicloane se ciocnesc în centrul Oklahomei. Furtuna creează o super tornadă, iar Kate și Tyler sunt prinși în mijlocul furtunii.

## Distribuție
- Daisy Edgar-Jones în rolul Kate Carter, meteorolog și fostă urmăritoare de furtuni
- Glen Powell în rolul Tyler Owens, un celebru pe internet urmăritor de furtuni
- Anthony Ramos în rolul Javier „Javi” Rivera, fostul coleg al lui Kate în urmărirea de furtuni
- Brandon Perea în rolul Boone, un cameraman și membru al echipei lui Tyler
- Maura Tierney în rolul Cathy Carter, mama lui Kate
- Harry Hadden-Paton în rolul Ben, un jurnalist londonez care îl urmărește pe Tyler
- Sasha Lane în rolul Lily, o operatoare de drone și membră a echipei lui Tyler
- Daryl McCormack în rolul Jeb, iubitul lui Kate și fost membru al echipei ei de urmărire de furtuni
- Kiernan Shipka în rolul Addy, membru al echipei lui Kate de urmărire de furtuni
- Nik Dodani în rolul Praveen, membru al echipei lui Kate de urmărire de furtuni
- David Corenswet în rolul Scott, partenerul de afaceri al lui Javi
- Tunde Adebimpe în rolul Dexter, om de știință și membru al echipei lui Tyler
- Katy O'Brian în rolul Dani, mecanic și membru al echipei lui Tyler

## Realizarea filmului
În iunie 2020, a fost anunțat că un remake al filmului Twister din 1996 era în lucru. Este dezvoltat de distribuitorul filmului original, Universal Pictures, cu scriitorul și regizorul Joseph Kosinski și producătorii Frank Marshall și Sara Scott. În iunie 2021, Helen Hunt și-a exprimat interesul pentru dezvoltarea unei continuări a filmului original.
În octombrie 2022, a fost anunțat că filmul a fost scris de Mark L. Smith și produs de Marshall. Printre posibilii regizori se numără Jimmy Chin, Elizabeth Chai Vasarhelyi, Dan Trachtenberg și Travis Knight. În decembrie, Lee Isaac Chung a fost angajat pentru regie.
Filmările au început în mai 2023 în zona Oklahoma City. Au filmat timp de 40 de zile la Prairie Surf Studios și 50 de zile în zona metropolitană Oklahoma City. Alte locuri de filmare au inclus Chickasha, Okarche, El Reno, Spencer și Cashion. În iulie 2023, filmările au fost suspendate din cauza grevei SAG-AFTRA. În noiembrie 2023, odată cu încheierea grevei, filmările au fost reluate și s-au încheiat luna următoare.